# Inediti studio e live 1992-2002
Inediti studio e live 1992-2002 è una raccolta di brani musicali inediti da diversi live e studio del gruppo dei Gemboy.

## Tracce
1. Aduken
2. Bologna Soccia - live
3. Carletto e i suoi mostri - live di San Lazzaro 2001
4. Cattivo
5. Cesare forever - live di Castel Maggiore 2001
6. Cesare forever - versione registrata
7. Ciao sono Er Piotta
8. Con la gnocca si sa - live
9. Con la gnocca si sa - live alla festa dell'unità di Carpi 2002
10. Contrario
11. Donne al volante - live di Cesenatico 2001
12. Feccia torero - live versione remix
13. Furia - live versione alternativa
14. I Superamici - live
15. I Superamici - live con variante introduttiva
16. Il pasticciere - live di Maserno di Montese 2001
17. Ingoiamento pentimento - live di Ferrara 2001
18. Intimo di GemBoy
19. Il testimone - live di San Lazzaro 2001
20. Il testimone - live versione remix
21. La mia signorina - live di Milano 2001
22. La solita Merenda
23. Laura non c'e
24. Le puzze di Chiara - live di Castel Maggiore 2001
25. Levissima
26. Levt i pi - live
27. Lumaca - live di Campogalliano 2001
28. Marbeilla special - live di Carpi 2001
29. Masciami - live alla festa dell'unità di Vignola 2002
30. Michelle Hunziker
31. Orgia Cartoon - Versione Remix
32. Orgioni d'amore
33. Perché Aleandro Baldi si e io no - live
34. Profano - versione remix
35. Schiatta Moreno - live da Bosco Albergati 2002
36. Scuola
37. Se ci starai
38. Sopra al letto di mia zia - live
39. Superannunciatore - live Castel Maggiore 2001
40. Torero - live
41. Vaffanculo Osama Bin Laden - live di Ozzano Emilia 2001
42. Verrei - versione studio
43. Verrei - live di Ferrara 2001
44. Viagra - live
45. Water World - live